# Yang Yu (nadadora)
Yang Yu (en chino: 杨雨; Hangzhou, 6 de febrero de 1985) es una deportista china que compitió en natación, especialista en los estilos libre y mariposa.
Participó en tres Juegos Olímpicos de Verano, entre los años 2000 y 2008, obteniendo dos medallas de plata, en Atenas 2004 y Pekín 2008, ambas en la prueba de 4 × 200 m libre.
Ganó siete medallas en el Campeonato Mundial de Natación entre los años 2001 y 2009, y nueve medallas en el Campeonato Mundial de Natación en Piscina Corta entre los años 2000 y 2006.

## Palmarés internacional
| Juegos Olímpicos                    | Juegos Olímpicos   | Juegos Olímpicos  | Juegos Olímpicos  |
| Año                                 | Lugar              | Medalla           | Prueba            |
| ----------------------------------- | ------------------ | ----------------- | ----------------- |
| 2004                                | Atenas (Grecia)    | Medalla de plata  | 4 × 200 m libre   |
| 2008                                | Pekín (China)      | Medalla de plata  | 4 × 200 m libre   |
| Campeonato Mundial                  |                    |                   |                   |
| Año                                 | Lugar              | Medalla           | Prueba            |
| 2001                                | Fukuoka (Japón)    | Medalla de plata  | 200 m libre       |
| 2003                                | Barcelona (España) | Medalla de oro    | 4 × 100 m estilos |
| 2003                                | Barcelona (España) | Medalla de bronce | 200 m libre       |
| 2003                                | Barcelona (España) | Medalla de bronce | 4 × 200 m libre   |
| 2005                                | Montreal (Canadá)  | Medalla de bronce | 200 m libre       |
| 2005                                | Montreal (Canadá)  | Medalla de bronce | 4 × 200 m libre   |
| 2009                                | Roma (Italia)      | Medalla de oro    | 4 × 200 m libre   |
| Campeonato Mundial en Piscina Corta |                    |                   |                   |
| Año                                 | Lugar              | Medalla           | Prueba            |
| 2000                                | Atenas (Grecia)    | Medalla de oro    | 200 m libre       |
| 2000                                | Atenas (Grecia)    | Medalla de bronce | 4 × 200 m libre   |
| 2002                                | Moscú (Rusia)      | Medalla de oro    | 4 × 200 m libre   |
| 2002                                | Moscú (Rusia)      | Medalla de plata  | 200 m libre       |
| 2002                                | Moscú (Rusia)      | Medalla de plata  | 200 m mariposa    |
| 2002                                | Moscú (Rusia)      | Medalla de bronce | 4 × 100 m libre   |
| 2006                                | Shanghái (China)   | Medalla de oro    | 200 m libre       |
| 2006                                | Shanghái (China)   | Medalla de plata  | 4 × 200 m libre   |
| 2006                                | Shanghái (China)   | Medalla de bronce | 200 m mariposa    |